# Kamenná Poruba (Žilina)
|  | No s'ha de confondre amb Kamenná Poruba (Prešov). |

Kamenná Poruba és un poble i municipi d'Eslovàquia que es troba a la regió de Žilina, al centre-nord del país.

## Història
La primera menció escrita de la vila es remunta al 1365.

## Demografia
| Godina             | 1994 | 2004   | 2014   | 2024   |
| ------------------ | ---- | ------ | ------ | ------ |
| Nombre de persones | 1685 | 1815   | 1857   | 1852   |
| Diferència         |      | +7,71% | +2,31% | −0,26% |

| Godina             | 2023 | 2024   |
| ------------------ | ---- | ------ |
| Nombre de persones | 1860 | 1852   |
| Diferència         |      | −0,43% |